# David Moessinger
David Moessinger, né le 6 mai 1930 et mort le 26 octobre 2018, est un scénariste, réalisateur et producteur.

## Filmographie

### Comme scénariste
- 1958 : Daddy-O (en) de Lou Place
- 1965 : Les Mystères de l'Ouest ("The Wild Wild West") (série télévisée)
- 1967 : Gros coup à Pampelune ("The Caper of the Golden Bulls")
- 1969 : Number One
- 1971 : Cannon ("Cannon") (série télévisée)
- 1972 : Banacek ("Banacek") (série télévisée)
- 1974 : Apple's Way (en) (série télévisée)
- 1975 : Mobile Two (TV)
- 1981 : The Best Little Girl in the World (TV)

### Comme réalisateur
- 1960 : Insight (série télévisée)
- 1974 : Apple's Way (en) (série télévisée)
- 1975 : Mobile Two (TV)
- 1976 : Quincy ("Quincy M.E.") (série télévisée)
- 1977 : Huit, ça suffit ! ("Eight Is Enough") (série télévisée)
- 1978 : Richie Brockelman, Private Eye (série télévisée)
- 1978 : Kaz (série télévisée)
- 1979 : Supertrain (série télévisée)
- 1979 : Buck Rogers ("Buck Rogers in the 25th Century") (série télévisée)
- 1979 : Côte ouest ("Knots Landing") (série télévisée)
- 1981 : Simon et Simon ("Simon & Simon") (série télévisée)

### Comme producteur
- 1983 : Le Combat de Candy Lightner (M.A.D.D.: Mothers Against Drunk Drivers) (TV)
- 1987 : La loi est la loi ("Jake and the Fatman") (série télévisée)
- 1988 : Dans la chaleur de la nuit ("In the Heat of the Night") (série télévisée)
- 1993 : Walker, Texas Ranger ("Walker, Texas Ranger" (1993) TV Series)